# Sabadèl de la Tronquièra
Sabadèl de la Tronquièra (en francès Sabadel-Latronquière) és un municipi francès situat al departament de l'Òlt i a la regió d'Occitània.

## Demografia
| 1962                                       | 1968 | 1975 | 1982 | 1990 | 1999 | 2007 |
| ------------------------------------------ | ---- | ---- | ---- | ---- | ---- | ---- |
| 150                                        | 181  | 156  | 140  | 112  | 89   | 98   |
| Des de 1962: població sense dobles comptes |      |      |      |      |      |      |

## Administració
| Període | Identitat    | Partit |
| ------- | ------------ | ------ |
| 2001-   | Jean Laporte |        |